# دانشجویان پیرو خط امام
دانشجویان مسلمان پیرو خط امام به گروهی حدود ۴۰۰ تن از دانشجویانی گفته می‌شود که در ۱۳ آبان ۱۳۵۸، سفارت ایالات متحده آمریکا در تهران را اشغال کردند.
سید محمد موسوی خوئینی‌ها معروف به پدر معنوی دانشجویان مسلمان پیرو خط امام است.

## تشکیل و اشغال سفارت
این دانشجویان در ابتدا دارای هسته ای متشکل از ۵ دانشگاه اصلی در تهران یعنی دانشگاه صنعتی شریف، پلی‌تکنیک تهران، دانشگاه تهران، دانشگاه علم و صنعت، دانشگاه تربیت معلم بودند که بعدها بنیانگذار دفتر تحکیم وحدت شدند. نمایندگان انجمن‌های اسلامی عبارت بودند از ابراهیم اصغرزاده دانشگاه صنعتی شریف ،محسن میردامادی پلی‌تکنیک تهران ،حبیب‌الله بیطرف دانشگاه تهران، محمدعلی سید نژاد دانشگاه تربیت معلم و محمود احمدی‌نژاد از دانشگاه علم و صنعت. در جلسه ای که برای بررسی حضور شاه در آمریکا ایجاد شد ابراهیم اصغرزاده به عنوان طراح اصلی اشغال سفارت پیشنهاد خود برای گروگانگیری را که قبلاً با سپاه و بیت روح‌الله خمینی توسط سید محمد موسوی خوئینی‌ها و حسن لاهوتی اشکوری هماهنگ کرده و به تأیید روح‌الله خمینی رسانیده بود در آن جلسه بیان می‌کند.
در این جلسه احمدی‌نژاد و سید نژاد با تسخیر سفارت آمریکا مخالفت کرده و در برابر تسخیر سفارت شوروی را پیشنهاد می‌کنند. با عدم تصویب طرح با اجماع ابراهیم اصغرزاده ،محسن میردامادی ،حبیب‌الله بیطرف از رضا سیف‌الهی و رحیم باطنی به عنوان نمایندگان دانشجویان دعوت کرده تا نسبت به ادامه کار هماهنگی به عمل بیاورند.
وسایل اولیه و لجستیک برای اشغال سفارت توسط سپاه پاسداران آماده شده و حفاظت از این افراد نیز بر عهده سپاه پاسداران قرار داده شده تا در جریان سفارت امکان برخورد از دولت موقت با این افراد یا حضور سایر گروه‌های مانند مجاهدین خلق و چریک‌های فدایی خلق سلب شود.

## سرانجام
این مجموعه در طی مدت فعالیت خود تا تابستان ۵۹ و تشکیل دولت محمدعلی رجائی از همکاری با دولت در خصوص نگهداری گروگانها و موارد مربوطه خودداری کردند و پس از اقدام به فراری نا موفق توسط یکی از گروگانها سرانجام شورای مرکزی دانشجویان با سپاه توافق کرده گروگانها برای نگهداری در زندان اوین و زندان توحید (موزه عبرت) در اختیار دولت قرار بگیرد. پس از این ماجرا و بیانیه الجزایر و آغاز جنگ عراق با ایران دانشجویان در جلسه ای نسبت به ادامه کار به بحث پرداخته و با رای اکثریت نسبت به اتمام فعالیت مجموعه دانشجویان خط امام اعلام شد.
اگرچه فعالیت ظاهری این دانشجویان در سال ۱۳۶۰ پایان یافت اما سفارت آمریکا همچنان در اشغال این دانشجویان باقی ماند تا در سال ۱۳۶۴ با توصیه دولت سفارت در اختیار سپاه قرار گرفته و اسناد نیز به وزارت اطلاعات تحویل داده شد.
بنا به گفته صادق طباطبائی و محسن رضائی، هدف اصلی دانشجویان بنا به گفته طراحان اشغال سفارت و گروگانگیری مانند میردامادی و اصغرزاده نه برخورد با آمریکا و شاه بلکه به پائین کشیدن دولت موقت بود.

## ساختار
مجموعه دانشجویان پیرو خط امام دارای دو کمیته بود: یکی کمیته مرکزی که در آن پنج عضو اولیه فعالیت می‌کردند و دیگری گروهی موسوم به شورا که تصمیمات اتخاذ شده در کمیته مرکزی را اجرایی می‌کرد و بدان شورای بازو گفته می‌شد.

### اعضای کمیتهٔ مرکزی
- ابراهیم اصغرزاده، دانشجوی مهندسی صنایع دانشگاه صنعتی شریف
- محسن میردامادی، دانشجوی مهندسی عمران پلی‌تکنیک تهران
- حبیب‌الله بیطرف، دانشجوی مهندسی راه و ساختمان دانشگاه تهران
- رضا سیف‌الهی، دانشجوی فیزیک دانشگاه صنعتی شریف - اولین فرمانده نیروی انتظامی
- رحیم باطنی، دانشجوی  دانشگاه ملی ایران (دانشگاه شهیدبهشتی)

### مسئولیت‌های اعضا
- محمدرضا خاتمی، محسن امین‌زاده، محمد نعیمی‌پور و معصومه ابتکار روابط عمومی
- احمد حسینی کمیته روابط عمومی
- حسین کمالی مسئول تبلیغات
- وفا تابش، حسین شیخ‌الاسلام و فروز رجایی‌فر بررسی اسناد به دست آمده از سفارت اشغال شده آمریکا
- شیخ‌الاسلام و رجایی‌فر، معصومه ابتکار که مترجم و سخنگوی انگلیسی‌زبان دانشجویان تسخیرکننده سفارت آمریکا
- رحیم باطنی مسئول گفتگو با رسانه‌های داخلی

## دیگر اعضا
- سعید حجاریان عضو جبهه مشارکت
- محمد نعیمی‌پور، دانشجوی مهندسی شیمی دانشگاه صنعتی شریف
- رحمان دادمان دانشجوی مهندسی راه و ساختمان دانشگاه تهران
- عباس عبدی دانشجوی مهندسی پلیمر پلی‌تکنیک تهران
- موسی رفان دانشجوی مهندسی برق
- سید محمد هاشمی اصفهانی، دانشجوی مهندسی مکانیک پلی‌تکنیک تهران (ابتدا در اطلاعات   و بعدها از مدیران نفتی شد) و همسر معصومه ابتکار
- سید شمس‌الدین وهابی
- محسن امین‌زاده
- محمدرضا خاتمی دانشجوی پزشکی دانشگاه تهران
- حمیدرضا کاتوزیان دانشجوی پلی تکنیک تهران
- طاهره رضازاده شیراز -نماینده مجلس و همسر ابراهیم اصغرزاده
- حسین شیخ‌الاسلام
- ملیحه نیشابوری[۹][۱۰]
- معصومه ابتکار (خواهر مِری) دانشجوی مهندسی پتروشیمی پلی‌تکنیک تهران
- کمال تبریزی (کارگردان مشهور سینما به دلیل ساخت فیلم‌هایی هم‌چون لیلی با من است و مارمولک (فیلم))
- فریده ماشینی
- عزت‌الله ضرغامی
- سید حسین علم الهدی (از طریق همکاری با مرکز اسناد لانه بعد از تسخیر- در هویزه)
- محمد فاضل[۱۱]
- محمد بهبهانی
- مهدی رجب بیگی
- عباس ورامینی (فرمانده ستاد لشکر ۲۷ محمد رسول‌الله؛ فرمانده سپاه ۱۱ قدر و فرمانده قرارگاه نجف اشرف)
- محسن وزوایی، دانشجوی دانشگاه صنعتی شریف (فرمانده گردان حبیب بن مظاهر لشکر محمد رسول‌الله؛ فرمانده تیپ ۱۰ سیدالشهدا)
- تقی محمدی
- 'عباس زریبافان (به عنوان نفوذی از اعضای سازمان مجاهدین خلق کشته شده در عملیات مرصاد)
- حسین دهقان، دانشجوی مهندسی متالورژی دانشگاه تهران
- علیرضا افشار (رئیس ستاد مشترک سپاه پاسداران انقلاب اسلامی؛ فرمانده کل بسیج مستضعفین؛ معاون فرهنگی ستاد کل نیروهای مسلح)
- محمدحسین صبحیه

## انشعاب از
- انجمن‌های اسلامی دانشجویان (اکنون–۱۳۲۱)
  - اتحادیه انجمن‌های اسلامی دانشجویان در اروپا (اکنون–۱۳۴۴)
  - انجمن‌های اسلامی دانشجویان در آمریکا و کانادا (اکنون–۱۳۴۹)
    - سازمان دانشجویان ایرانی مسلمان (؟–۱۳۵۳)

  - اتحادیه انجمن‌های اسلامی دانشجویان ایرانی شبه‌قاره هند (اکنون–؟)
  - اتحادیه انجمن‌های اسلامی دانشجویان دانشگاه‌ها و مراکز آموزش عالی کشور (دفتر تحکیم وحدت) (اکنون–۱۳۵۸)
    - دانشجویان مسلمان پیرو خط امام (۱۳۵۹–۱۳۵۸)
    - اتحادیه انجمن‌های اسلامی دانشجویان و فارغ‌التحصیلان دانشگاه‌ها و مراکز آموزش عالی (جنبش اعتدال اسلامی) (۱۳۹۶–۱۳۶۴)
      - اتحادیه جامعه اسلامی دانشجویان (اکنون–۱۳۶۸)

    - اتحادیه ملی دانشجویان (دهه ۱۳۷۰)
    - جبهه متحد دانشجویی (دهه ۱۳۷۰)

    - اتحادیه انجمن‌های اسلامی دانشجویان مستقل (اکنون–۱۳۷۸)
    - دفتر تحکیم وحدت - طیف شیراز (۱۳۸۷–۱۳۸۰)
    - دفتر تحکیم وحدت - طیف علامه (۱۳۸۷–۱۳۸۰)
      - دفتر تحکیم وحدت - طیف دموکراسی‌خواه (۱۳۸۴–۱۳۸۲)

  - اتحادیه تشکل‌های اسلامی سیاسی دانشجویان دانشگاه آزاد اسلامی (اتحادیه اول) (اکنون–۱۳۷۷)
  - سازمان اسلامی دانشجویان ایران (سادا) (اتحادیه دوم) (اکنون–۱۳۸۱)
  - مجمع تشکل‌های اسلامی دانشجویان دانشگاه آزاد اسلامی (اتحادیه سوم) (اکنون–۱۳۸۱)